# Marchew
Marchew (Daucus L. 1753) – rodzaj roślin z rodziny selerowatych. Rodzaj liczy w zależności od ujęcia 44–45 lub 60 gatunków. W tym drugim wypadku włączane są tu m.in. rodzaje: Agrocharis, Margotia, Melanoselinum, Pseudorlaya, Turgenia. Rośliny te występują na wszystkich kontynentach, ale centrum zróżnicowania stanowi Europa, południowo-zachodnia i środkowa Azja, zwłaszcza obszar śródziemnomorski. W Polsce rośnie dziko podgatunek typowy marchwi zwyczajnej D. carota subsp. carota i w uprawie marchew zwyczajna jadalna D. carota subsp. sativus. Uprawiana i przejściowo dziczejąca jest poza tym także marchew złocista D. aureus. 
Ważną rośliną użytkową jest marchew zwyczajna D. carota. Jej podgatunek typowy (subsp. carota) rosnący także w Europie uznawany jest za trujący. Podgatunek jadalny (subsp. sativus) udomowiony został w Afganistanie. Roślina spożywana jest jako warzywo na surowo i przetworzona, także stosowana jest do wyrobu ciast. Jadane są korzenie, które w popularnych współcześnie odmianach mają kolor pomarańczowy, a dawnej i w mniej popularnych odmianach lub w różnych regionach uprawiane są rośliny o korzeniach barwy żółtej, białej lub ciemnoczerwonej (te ostatnie są szczególnie popularne np. w Indiach). Roślina wykorzystywana jest także jako pastewna. Korzenie po upieczeniu wykorzystywane były jako substytut kawy. Olejek uzyskiwany z owoców używany jest do aromatyzowania likierów i w kosmetyce.

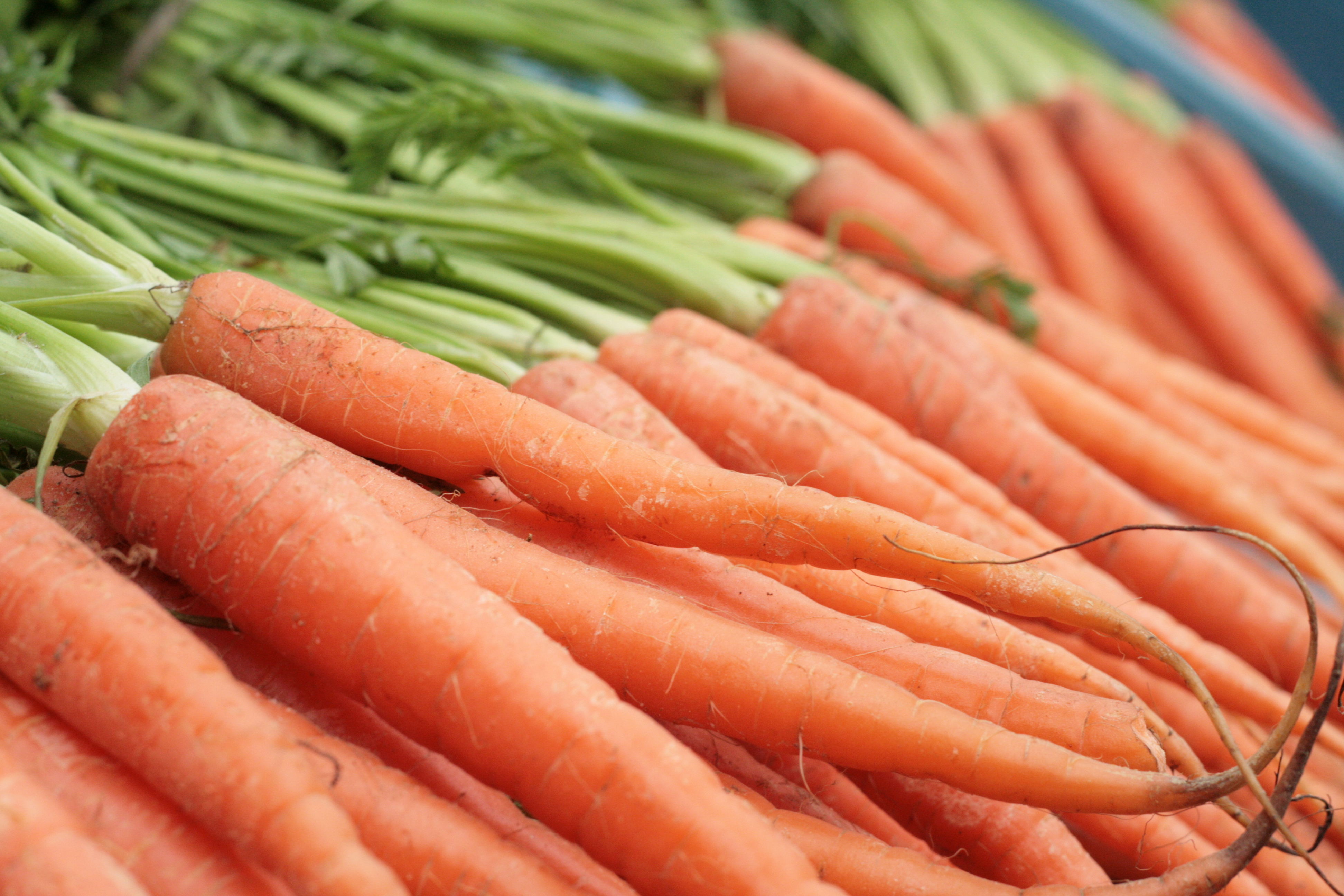
Korzenie odmiany uprawnej marchwi zwyczajnej

## Morfologia

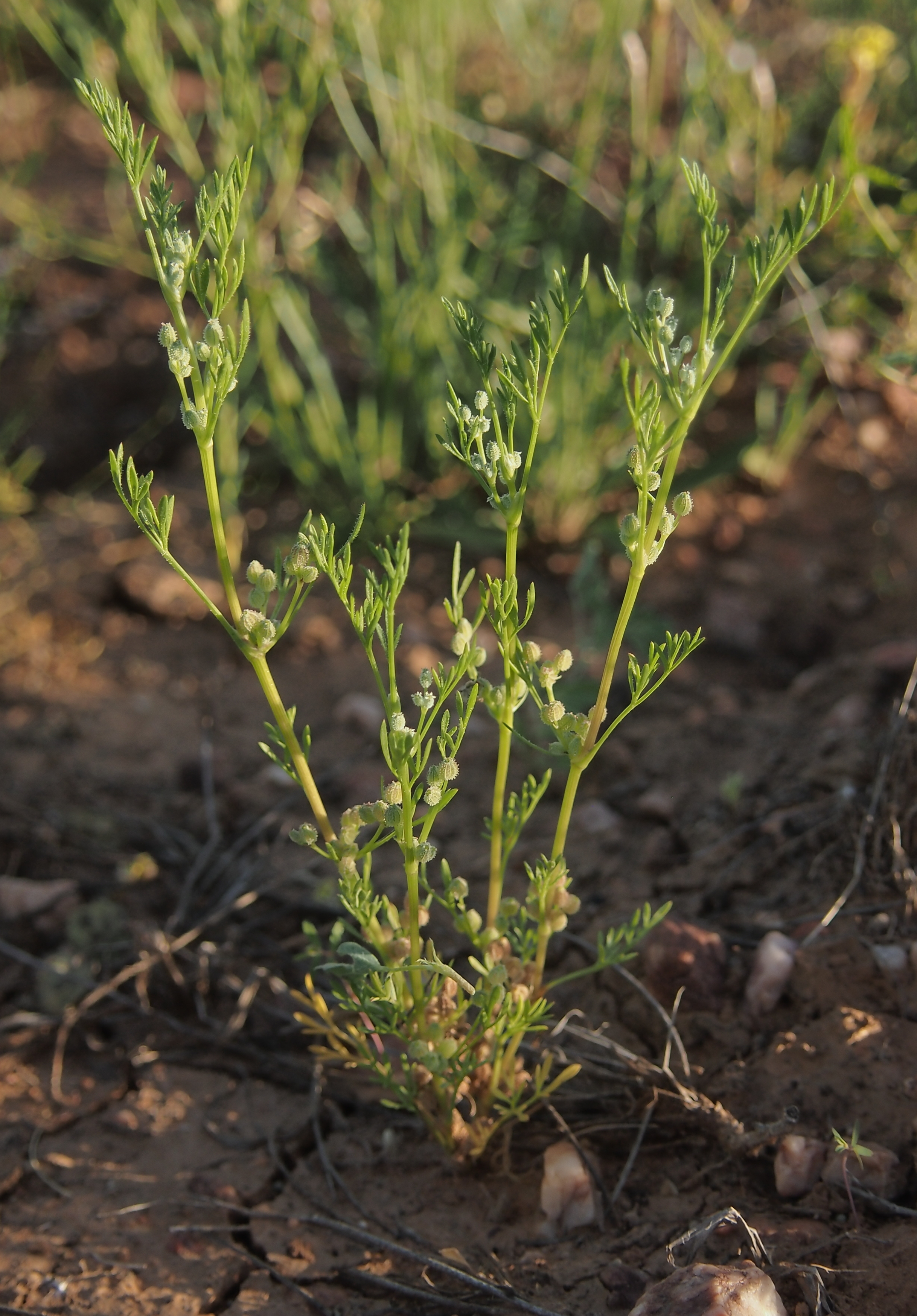
Daucus glochidiatus

PokrójRośliny zielne osiągające ponad 1 m wysokości. Łodygi zwykle rozgałęziające się, nagie lub owłosione. Korzeń wrzecionowaty. Oryginalny pokrój ma D. decipiens z Madery i Azorów o łodydze drewniejącej, pachykaulicznej (słabo rozgałęzionej i gruboszowatej) osiągającej 3 m wysokości.
LiścieSkrętoległe, dolne ogonkowe, górne o coraz krótszych ogonkach i w końcu siedzące, o zmniejszającej się blaszce. 2- i 3-krotnie pierzaste. Pochwa liściowa i liście miękko owłosione. Liście dwu-, trzy- lub wielokrotnie pierzasto złożone, przy czym końcowe odcinki liści wąskie i drobne.
KwiatyZebrane w baldachy złożone. Pokrywy i czasem pokrywki trójwrębne lub pierzasto dzielne, rzadko całobrzegie, zwykle liczne. Kielich drobny, ze słabo widocznymi ząbkami działek lub brak ich zupełnie. Płatki korony białe, żółtawe lub różowe, odwrotnie jajowate, wycięte na końcach, w kwiatach brzeżnych płatki zwykle nieco większe od tych znajdujących się wewnątrz baldachów i skierowanych do jego wnętrza. Pręciki w liczbie 5. Zalążnia dolna, dwukomorowa, w każdej z komór z pojedynczym zalążkiem. Słupki dwa o szyjkach dłuższych od stożkowatego krążka miodnikowego.
OwoceRozłupnia rozpadająca się na dwie rozłupki, wydłużone, elipsoidalne lub jajowate, spłaszczone lub walcowate. Opatrzone są 5 żebrami z rzędami szczecinek i kolców.

## Biologia i ekologia

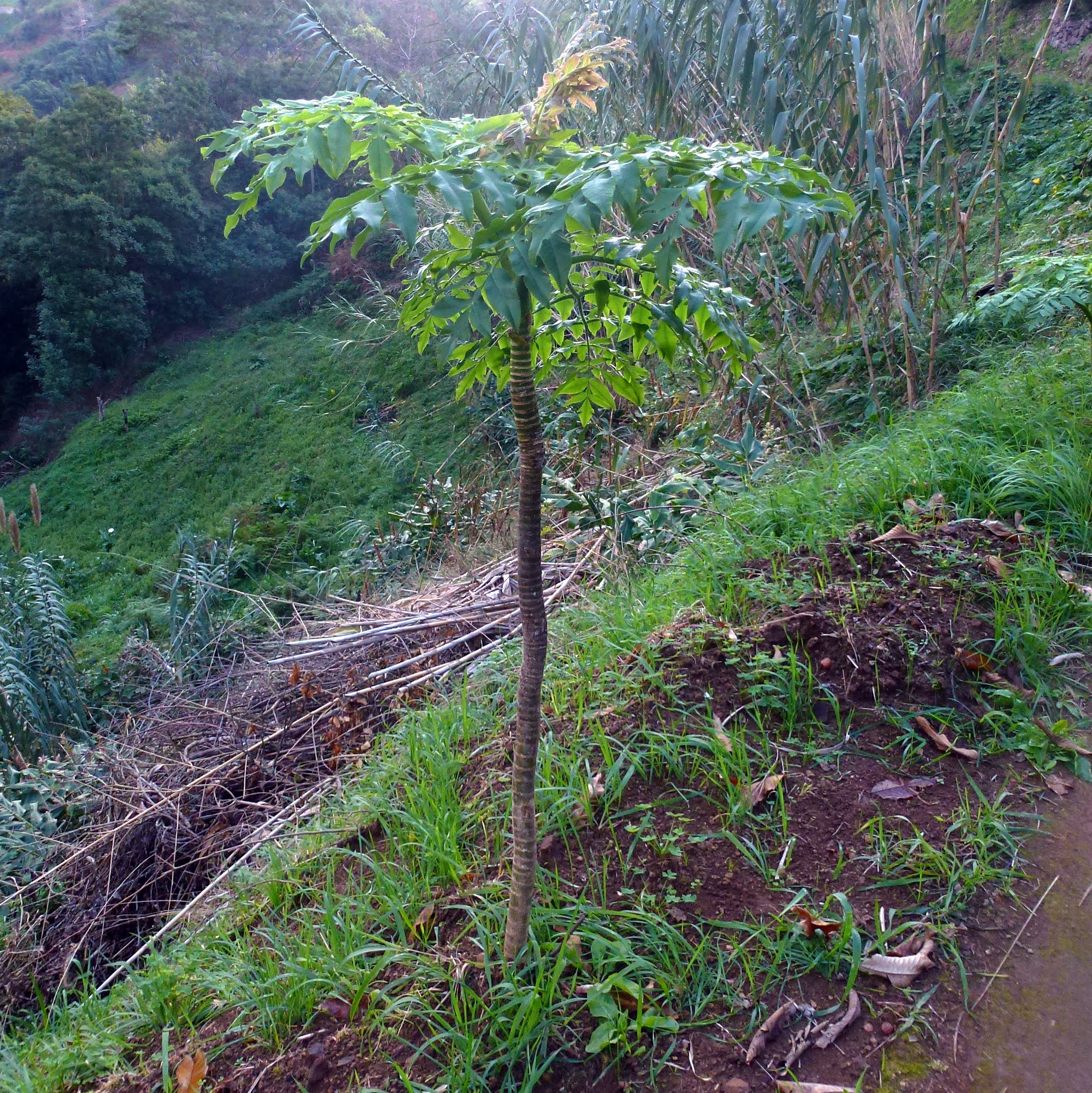
Daucus decipiens

Najczęściej rośliny dwuletnie, rzadziej jednoroczne i byliny. D. decipiens jest drewniejącym hepaksantem. Kwiaty zapylane są zwykle przez muchówki. Rośliny te w naturze zasiedlają łąki, murawy, suche i skaliste zbocza, także klify na wybrzeżach morskich.

## Systematyka
Pozycja systematyczna
W obrębie rodziny selerowatych (baldaszkowatych) Apiaceae rodzaj klasyfikowany jest do podrodziny Apioideae, plemienia Scandiceae i podplemienia Daucinae.
Wykaz gatunków
- Daucus aleppicus J.Thiébaut
- Daucus aureus Desf. – marchew złocista
- Daucus bicolor Sm.
- Daucus biseriatus Murb.
- Daucus broteri Ten.
- Daucus carota L. – marchew zwyczajna
- Daucus conchitae Greuter
- Daucus crinitus Desf.
- Daucus decipiens (Schrad. & J.C.Wendl.) Spalik, Wojew., Banasiak & Reduron
- Daucus della-cellae (Asch. & Barbey ex E.A.Durand & Barratte) Spalik, Banasiak & Reduron
- Daucus durieua Lange
- Daucus edulis (Lowe) Wojew., Reduron, Banasiak & Spalik
- Daucus elegans (Webb ex Bolle) Spalik, Banasiak & Reduron
- Daucus glaber (Forssk.) Thell.
- Daucus glaberrimus Desf.
- Daucus glochidiatus (Labill.) Fisch., C.A.Mey. & Avé-Lall.
- Daucus gracilis Steinh.
- Daucus guttatus Sm.
- Daucus hochstetteri A.Braun ex Engl.
- Daucus humilis (Lobin & K.H.Schmidt) Rivas Mart., Lousã, J.C.Costa & Maria C.Duarte
- Daucus incognitus (C.Norman) Spalik, Reduron & Banasiak
- Daucus insularis (Parl.) Spalik, Wojew., Banasiak & Reduron
- Daucus involucratus Sm.
- Daucus jordanicus Post
- Daucus junceus (Willk.) Mart.Flores & M.B.Crespo
- Daucus mauritii (Sennen ex Maire) Sennen
- Daucus melananthus (Hochst.) Reduron, Spalik & Banasiak
- Daucus microscias Bornm. & Gauba
- Daucus minusculus Pau ex Font Quer
- Daucus mirabilis (Maire & Pamp.) Reduron, Banasiak & Spalik
- Daucus montanus Humb. & Bonpl. ex Schult.
- Daucus muricatus (L.) L.
- Daucus pedunculatus (Baker f.) Banasiak, Spalik & Reduron
- Daucus pumilus (L.) Hoffmanns. & Link
- Daucus pusillus Michx.
- Daucus reboudii Coss. ex Batt.
- Daucus ribeirensis (K.H.Schmidt & Lobin) Rivas Mart., Lousã, J.C.Costa & Maria C.Duarte
- Daucus rouyi Spalik & Reduron
- Daucus sahariensis Murb.
- Daucus setifolius Desf.
- Daucus setulosus Guss. ex DC.
- Daucus subsessilis Boiss.
- Daucus syrticus Murb.
- Daucus tenuisectus Coss. ex Batt.
- Daucus virgatus (Poir.) Maire